# Beddinge strandhed
Beddinge strandhed är ett naturvårdsområde (som sedan 1998 likställs med (naturreservat) i Trelleborgs kommun. Det bildades 1996 och omfattar 24 hektar varav 18 vatten. Området ligger i Beddingestrand cirka 20 kilometer öster om Trelleborg.
Fram till år 1994 var området golfbana och tillhörde Bedinge Golfklubb och blev i slutet på år 1996 klassat som ett naturvårdsområde. När miljöbalken ändrades blev området klassat som naturreservat år 1999. 

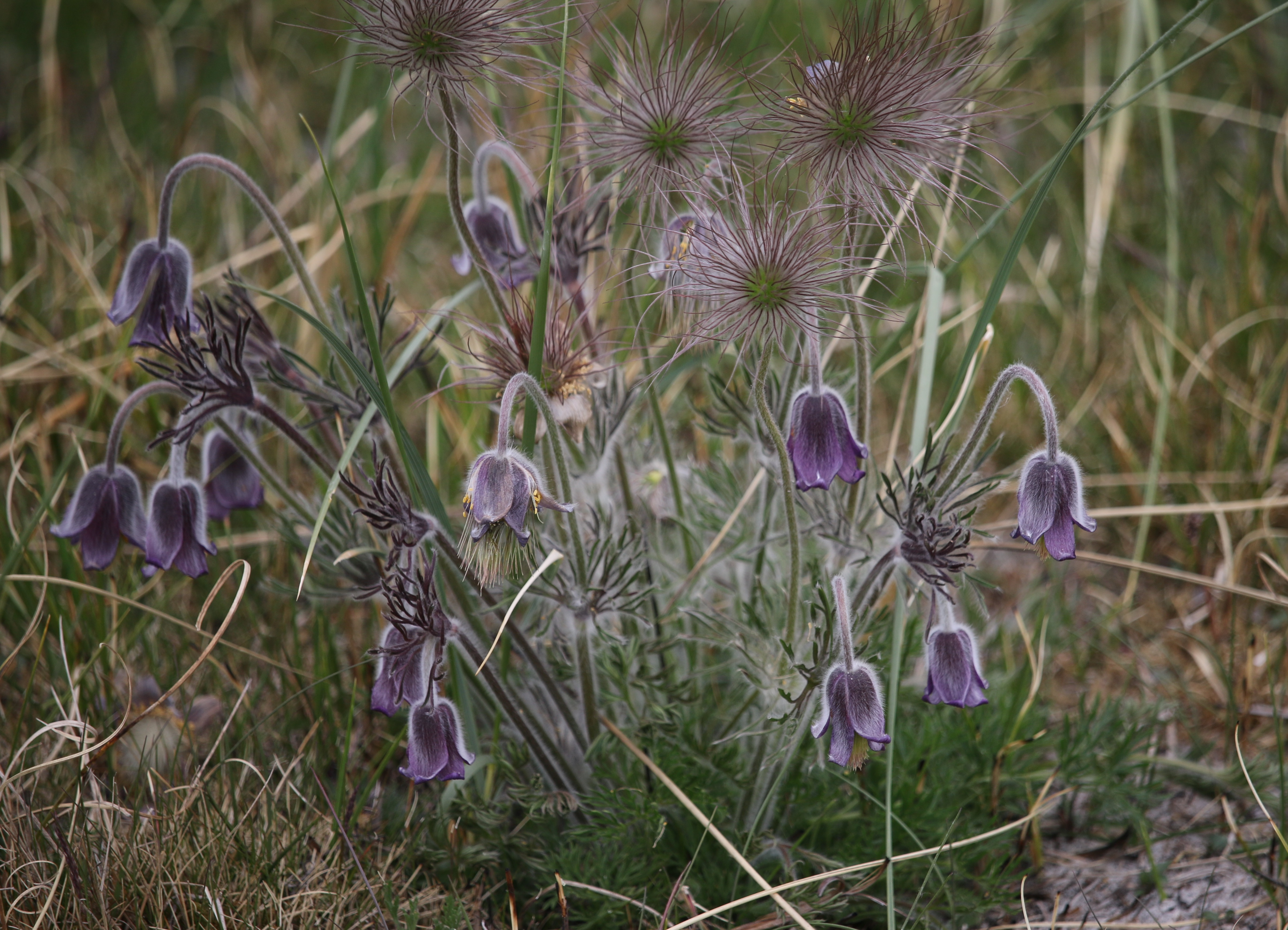
Fältsippa på Beddinge strandhed

Det mesta av naturen består av öppen hedmark, och till viss del av tallskog. Många olika sorters fåglar och insekter trivs där, bland annat finns de sårbara fjärilsarterna malörtskapuschongfly och klocksäckspinnare i området.
Ute på hedmarken så växer det mycket blommor och andra växter. Där finns även en del fridlysta växter, bland annat fältsippa och hedblomster.